# Укрия, Бернардино да
Бернардино да Укрия (итал. Bernardino da Ucria; 1739, Укрия, Сицилия — 29 января 1796, Палермо) — итальянский ботаник.

## Биография
Бернардино да Укрия родился 9 апреля 1739 года. В 1786 году работал в Университете Палермо. Укрия имел дело с исторической частью Ботанического сада Палермо. Бернардино да Укрия умер в Палермо 29 января 1796 года.

## Научная деятельность
Бернардино да Укрия специализировался на семенных растениях.

## Научные работы
- Hortius Regius Panormitanus Tipis Regis, Palermo, 1789.
- Plantae ad Linnaeanum opus addendae, et secundum Linnaei sistema noviter descriptae, 1792.